# Л'Алкора
Л'Алкора, Алькора (валенс. L'Alcora (офіційна назва), ісп. Alcora) — муніципалітет в Іспанії, у складі автономної спільноти Валенсія, у провінції Кастельйон. Населення — 11 029 осіб (2010).

## Географія
Муніципалітет розташований на відстані близько 300 км на схід від Мадрида, 16 км на північний захід від міста Кастельйон-де-ла-Плана.
На території муніципалітету розташовані такі населені пункти: (дані про населення за 2010 рік)
- Алькора: 10645 осіб
- Арая: 43 особи
- Ла-Фоя: 138 осіб
- Урбанісасьйон-ель-Пантано: 203 особи

## Демографія
Динаміка населення (INE ):

## Галерея зображень

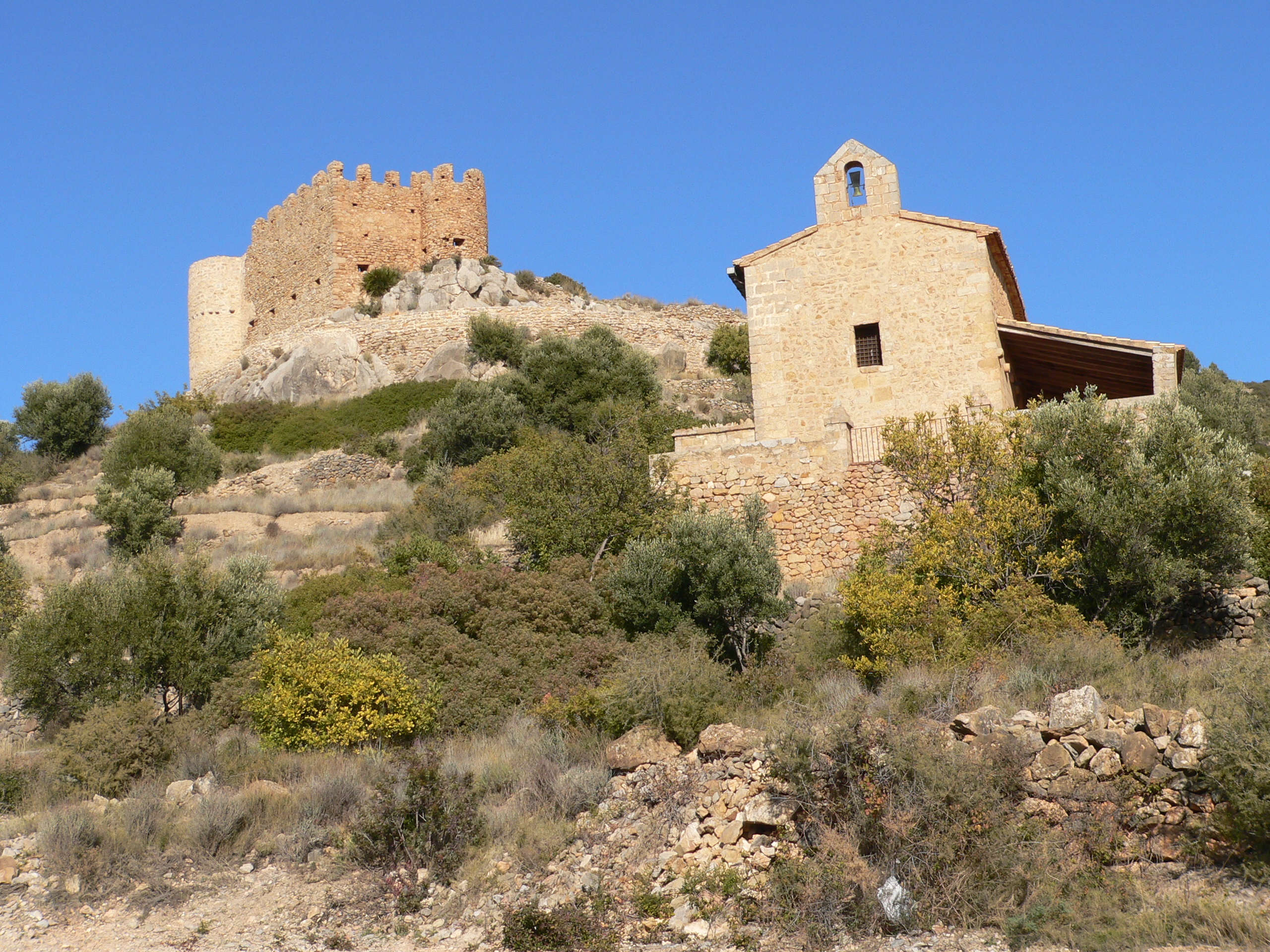
Замок Алькалатен